# Davisov pokal 2002
Davisov pokal 2002 je bil enaindevetdeseti teniški turnir Davisov pokal.

## Izidi

### Svetovna skupina
| Sodelujoče reprezentance | Sodelujoče reprezentance | Sodelujoče reprezentance | Sodelujoče reprezentance |
| Argentina                | Avstralija               | Brazilija                | Hrvaška                  |
| Češka                    | Francija                 | Nemčija                  | Združeno kraljestvo      |
| Maroko                   | Nizozemska               | Rusija                   | Slovaška                 |
| Španija                  | Švedska                  | Švica                    | 30                       |
| ------------------------ | ------------------------ | ------------------------ | ------------------------ |

|  | Prvi krog 8.-10. februar               | Prvi krog 8.-10. februar       | Prvi krog 8.-10. februar        |                         |                     | Četrtfinale 5.-7. april | Četrtfinale 5.-7. april  | Četrtfinale 5.-7. april |  |   | Polfinale 20.-22. september | Polfinale 20.-22. september     | Polfinale 20.-22. september |   |  | Finale 29. november-1. december | Finale 29. november-1. december | Finale 29. november-1. december |
|  |                                        |                                |                                 |                         |                     |                         |                          |                         |  |   |                             |                                 |                             |   |  |                                 |                                 |                                 |
|  | Metz, Francija (dvorana pesek)         |                                |                                 |                         |                     |                         |                          |                         |  |   |                             |                                 |                             |   |  |                                 |                                 |                                 |
|  | S                                      | Francija                       | 3                               |                         |                     |                         |                          |                         |  |   |                             |                                 |                             |   |  |                                 |                                 |                                 |
|  | S                                      | Francija                       | 3                               | Pau, Francija (dvorana) |                     |                         |                          |                         |  |   |                             |                                 |                             |   |  |                                 |                                 |                                 |
|  |                                        | Nizozemska                     | 2                               |                         |                     |                         |                          |                         |  |   |                             |                                 |                             |   |  |                                 |                                 |                                 |
|  |                                        | Nizozemska                     | 2                               | S                       | Francija            | 3                       |                          |                         |  |   |                             |                                 |                             |   |  |                                 |                                 |                                 |
|  | Ostrava, Češka (dvorana)               |                                |                                 | S                       | Francija            | 3                       |                          |                         |  |   |                             |                                 |                             |   |  |                                 |                                 |                                 |
|  |                                        |                                | Češka                           | 1                       |                     |                         |                          |                         |  |   |                             |                                 |                             |   |  |                                 |                                 |                                 |
|  |                                        | Češka                          | Češka                           | 1                       | 4                   |                         |                          |                         |  |   |                             |                                 |                             |   |  |                                 |                                 |                                 |
|  |                                        | Češka                          |                                 |                         | 4                   |                         | Pariz, Francija (pesek)  |                         |  |   |                             |                                 |                             |   |  |                                 |                                 |                                 |
|  | S                                      | Brazilija                      | 1                               |                         |                     |                         |                          |                         |  |   |                             |                                 |                             |   |  |                                 |                                 |                                 |
|  | S                                      | Brazilija                      | 1                               |                         |                     |                         |                          |                         |  | S | Francija                    | 3                               |                             |   |  |                                 |                                 |                                 |
|  | Zaragoza, Španija (dvorana pesek)      |                                |                                 |                         |                     |                         |                          |                         |  | S | Francija                    | 3                               |                             |   |  |                                 |                                 |                                 |
|  |                                        | S                              | ZDA                             | 2                       |                     |                         |                          |                         |  |   |                             |                                 |                             |   |  |                                 |                                 |                                 |
|  | S                                      | S                              | ZDA                             | 2                       | Španija             | 3                       |                          |                         |  |   |                             |                                 |                             |   |  |                                 |                                 |                                 |
|  | S                                      | Houston, TX, ZDA (trava)       |                                 |                         | Španija             | 3                       |                          |                         |  |   |                             |                                 |                             |   |  |                                 |                                 |                                 |
|  |                                        | Maroko                         | 2                               |                         |                     |                         |                          |                         |  |   |                             |                                 |                             |   |  |                                 |                                 |                                 |
|  |                                        | Maroko                         | 2                               | S                       | Španija             | 1                       |                          |                         |  |   |                             |                                 |                             |   |  |                                 |                                 |                                 |
|  | Oklahoma City, ZDA (dvorana trda pod.) |                                |                                 | S                       | Španija             | 1                       |                          |                         |  |   |                             |                                 |                             |   |  |                                 |                                 |                                 |
|  |                                        | S                              | ZDA                             | 3                       |                     |                         |                          |                         |  |   |                             |                                 |                             |   |  |                                 |                                 |                                 |
|  | S                                      | S                              | ZDA                             | 3                       | ZDA                 | 5                       |                          |                         |  |   |                             |                                 |                             |   |  |                                 |                                 |                                 |
|  | S                                      |                                |                                 |                         | ZDA                 | 5                       |                          |                         |  |   |                             | Pariz, Francija (dvorana pesek) |                             |   |  |                                 |                                 |                                 |
|  |                                        | Slovaška                       | 0                               |                         |                     |                         |                          |                         |  |   |                             |                                 |                             |   |  |                                 |                                 |                                 |
|  |                                        |                                |                                 |                         |                     |                         |                          |                         |  |   |                             | S                               | Francija                    | 2 |  |                                 |                                 |                                 |
|  | Moskva, Rusija (dvorana pesek)         |                                |                                 |                         |                     |                         |                          |                         |  |   |                             | S                               | Francija                    | 2 |  |                                 |                                 |                                 |
|  |                                        | S                              | Rusija                          | 3                       |                     |                         |                          |                         |  |   |                             |                                 |                             |   |  |                                 |                                 |                                 |
|  |                                        | S                              | Rusija                          | 3                       | Švica               | 2                       |                          |                         |  |   |                             |                                 |                             |   |  |                                 |                                 |                                 |
|  |                                        | Moskva, Rusija (dvorana pesek) |                                 |                         | Švica               | 2                       |                          |                         |  |   |                             |                                 |                             |   |  |                                 |                                 |                                 |
|  | S                                      | Rusija                         | 3                               |                         |                     |                         |                          |                         |  |   |                             |                                 |                             |   |  |                                 |                                 |                                 |
|  | S                                      | Rusija                         | 3                               |                         | S                   | Rusija                  | 4                        |                         |  |   |                             |                                 |                             |   |  |                                 |                                 |                                 |
|  | Birmingham, Anglija (dvorana)          |                                |                                 |                         | S                   | Rusija                  | 4                        |                         |  |   |                             |                                 |                             |   |  |                                 |                                 |                                 |
|  |                                        | S                              | Švedska                         | 1                       |                     |                         |                          |                         |  |   |                             |                                 |                             |   |  |                                 |                                 |                                 |
|  |                                        | S                              | Švedska                         | 1                       | Združeno kraljestvo | 2                       |                          |                         |  |   |                             |                                 |                             |   |  |                                 |                                 |                                 |
|  |                                        |                                |                                 |                         | Združeno kraljestvo | 2                       | Moskva, Rusija (dvorana) |                         |  |   |                             |                                 |                             |   |  |                                 |                                 |                                 |
|  | S                                      | Švedska                        | 3                               |                         |                     |                         |                          |                         |  |   |                             |                                 |                             |   |  |                                 |                                 |                                 |
|  | S                                      | Švedska                        | 3                               |                         |                     |                         |                          |                         |  | S | Rusija                      | 3                               |                             |   |  |                                 |                                 |                                 |
|  | Zagreb, Hrvaška (dvorana)              |                                |                                 |                         |                     |                         |                          |                         |  | S | Rusija                      | 3                               |                             |   |  |                                 |                                 |                                 |
|  |                                        |                                | Argentina                       | 2                       |                     |                         |                          |                         |  |   |                             |                                 |                             |   |  |                                 |                                 |                                 |
|  |                                        | Hrvaška                        | Argentina                       | 2                       | 4                   |                         |                          |                         |  |   |                             |                                 |                             |   |  |                                 |                                 |                                 |
|  |                                        | Hrvaška                        | Buenos Aires, Argentina (pesek) |                         | 4                   |                         |                          |                         |  |   |                             |                                 |                             |   |  |                                 |                                 |                                 |
|  | S                                      | Nemčija                        | 1                               |                         |                     |                         |                          |                         |  |   |                             |                                 |                             |   |  |                                 |                                 |                                 |
|  | S                                      | Nemčija                        | 1                               |                         |                     | Hrvaška                 | 2                        |                         |  |   |                             |                                 |                             |   |  |                                 |                                 |                                 |
|  | Buenos Aires, Argentina (pesek)        |                                |                                 |                         |                     | Hrvaška                 | 2                        |                         |  |   |                             |                                 |                             |   |  |                                 |                                 |                                 |
|  |                                        |                                | Argentina                       | 3                       |                     |                         |                          |                         |  |   |                             |                                 |                             |   |  |                                 |                                 |                                 |
|  |                                        | Argentina                      | Argentina                       | 3                       | 5                   |                         |                          |                         |  |   |                             |                                 |                             |   |  |                                 |                                 |                                 |
|  |                                        | Argentina                      |                                 |                         | 5                   |                         |                          |                         |  |   |                             |                                 |                             |   |  |                                 |                                 |                                 |
|  | S                                      | Avstralija                     | 0                               |                         |                     |                         |                          |                         |  |   |                             |                                 |                             |   |  |                                 |                                 |                                 |

#### Finale
| Palais Omnisports de Pariz-Bercy, Pariz, Francija 29. november - 1. december 2002 pesek (dvorana) |                   |                                                                    |      |     |       |     |     |  |
| \| \| \| \| 1 \| 2 \| 3 \| 4 \| 5 \| \| \| - \| \| ------------------------------------------------------------------ \| ---- \| --- \| ----- \| --- \| --- \| \| \| 1 \| \| Paul-Henri Mathieu Marat Safin \| 4 6 \| 6 3 \| 1 6 \| 4 6 \| \| \| \| 2 \| \| Sébastien Grosjean Jevgenij Kafelnikov \| 7 63 \| 6 3 \| 6 0 \| \| \| \| \| 3 \| \| Nicolas Escudé / Fabrice Santoro Jevgenij Kafelnikov / Marat Safin \| 6 3 \| 3 6 \| 5 7 \| 6 3 \| 6 4 \| \| \| 4 \| \| Sébastien Grosjean Marat Safin \| 3 6 \| 2 6 \| 611 7 \| \| \| \| \| 5 \| \| Paul-Henri Mathieu Mihail Južni \| 6 3 \| 6 2 \| 3 6 \| 6 7 \| 4 6 \| \| |                   |                                                                    |      |     |       |     |     |  |
| |                   |                                                                    | 1    | 2   | 3     | 4   | 5   |  |
| 1 | Francija · Rusija | Paul-Henri Mathieu Marat Safin                                     | 4 6  | 6 3 | 1 6   | 4 6 |     |  |
| 2 | Francija · Rusija | Sébastien Grosjean Jevgenij Kafelnikov                             | 7 63 | 6 3 | 6 0   |     |     |  |
| 3 | Francija · Rusija | Nicolas Escudé / Fabrice Santoro Jevgenij Kafelnikov / Marat Safin | 6 3  | 3 6 | 5 7   | 6 3 | 6 4 |  |
| 4 | Francija · Rusija | Sébastien Grosjean Marat Safin                                     | 3 6  | 2 6 | 611 7 |     |     |  |
| 5 | Francija · Rusija | Paul-Henri Mathieu Mihail Južni                                    | 6 3  | 6 2 | 3 6   | 6 7 | 4 6 |  |

#### Boj za obstanek
Datum: 20.-22. september
| Prizorišče                             | Zmagovalec          | Rezultat | Poraženec |
| -------------------------------------- | ------------------- | -------- | --------- |
| Adelaide, Avstralija (trda pod.)       | Avstralija          | 5-0      | Indija    |
| Harare, Zimbabve (dvorana trda pod.)   | Belgija             | 4-1      | Zimbabve  |
| Rio de Janeiro, Brazilija (pesek)      | Brazilija           | 4-0      | Kanada    |
| Karlsruhe, Nemčija (dvorana trda pod.) | Nemčija             | 5-0      | Venezuela |
| Birmingham, Anglija (dvorana)          | Združeno kraljestvo | 3-2      | Tajska    |
| Turku, Finska (dvorana)                | Nizozemska          | 4-1      | Finska    |
| Prešov, Slovaška (dvorana)             | Romunija            | 4-1      | Slovaška  |
| Casablanca, Morocco (pesek)            | Švica               | 3-2      | Maroko    |

### Ameriški del

#### Skupina I
| Sodelujoče reprezentance | Sodelujoče reprezentance | Sodelujoče reprezentance | Sodelujoče reprezentance |
| Bahami                   | 20                       | Čile                     |                          |
| Ekvador                  | Mehika                   | Venezuela                |                          |
| ------------------------ | ------------------------ | ------------------------ | ------------------------ |

#### Skupina II
| Sodelujoče reprezentance | Sodelujoče reprezentance | Sodelujoče reprezentance | Sodelujoče reprezentance |
| Kolumbija                | Kuba                     | Gvatemala                | Nizozemski Antili        |
| Paragvaj                 | Peru                     | Trinidad in Tobago       | Urugvaj                  |
| ------------------------ | ------------------------ | ------------------------ | ------------------------ |

#### Skupina III
| Sodelujoče reprezentance | Sodelujoče reprezentance | Sodelujoče reprezentance | Sodelujoče reprezentance |
| Kostarika                | Dominikanska republika   | Salvador                 | Haiti                    |
| Honduras                 | Jamajka                  | Panama                   | Portoriko                |
| ------------------------ | ------------------------ | ------------------------ | ------------------------ |

#### Skupina IV
| Sodelujoče reprezentance | Sodelujoče reprezentance | Sodelujoče reprezentance | Sodelujoče reprezentance |
| Barbados                 | Bermudi                  | Bolivija                 |                          |
| Vzhodni Karibi           | Sveta Lucija             | Ameriški Deviški otoki   |                          |
| ------------------------ | ------------------------ | ------------------------ | ------------------------ |

### Azijski in Oceanijski del

#### Skupina I
| Sodelujoče reprezentance | Sodelujoče reprezentance | Sodelujoče reprezentance | Sodelujoče reprezentance |
| Indija                   | Indonezija               | Japonska                 | Libanon                  |
| Nova Zelandija           | Južna Koreja             | Tajska                   | Uzbekistan               |
| ------------------------ | ------------------------ | ------------------------ | ------------------------ |

#### Skupina II
| Sodelujoče reprezentance   | Sodelujoče reprezentance | Sodelujoče reprezentance | Sodelujoče reprezentance |
| Ljudska republika Kitajska | Tajvan                   | Hongkong                 | Kazahstan                |
| Kuvajt                     | Malezija                 | Pakistan                 | Filipini                 |
| -------------------------- | ------------------------ | ------------------------ | ------------------------ |

#### Skupina III
| Sodelujoče reprezentance | Sodelujoče reprezentance | Sodelujoče reprezentance | Sodelujoče reprezentance |
| Iran                     | Pacifiška Oceanija       | Katar                    | Saudova Arabija          |
| Singapur                 | Sirija                   | Tadžikistan              | Združeni arabski emirati |
| ------------------------ | ------------------------ | ------------------------ | ------------------------ |

#### Skupina IV
| Sodelujoče reprezentance | Sodelujoče reprezentance | Sodelujoče reprezentance | Sodelujoče reprezentance |
| Bahrajn                  | Bangladeš                | Brunej                   | Irak                     |
| Jordanija                | Kirgizistan              | Oman                     | Šrilanka                 |
| ------------------------ | ------------------------ | ------------------------ | ------------------------ |

### Evropski in Afriški del

#### Skupina I
| Sodelujoče reprezentance | Sodelujoče reprezentance | Sodelujoče reprezentance | Sodelujoče reprezentance |
| Avstrija                 | Belorusija               | Belgija                  | Finska                   |
| Grčija                   | Izrael                   | Italija                  | Portugalska              |
| Romunija                 | Zimbabve                 |                          |                          |
| ------------------------ | ------------------------ | ------------------------ | ------------------------ |

#### Skupina II
| Sodelujoče reprezentance | Sodelujoče reprezentance | Sodelujoče reprezentance | Sodelujoče reprezentance |
| Armenija                 | Bolgarija                | Slonokoščena obala       | Danska                   |
| Egipt                    | Gana                     | Madžarska                | Irska                    |
| Latvija                  | Luksemburg               | Moldavija                | Norveška                 |
| Slovenija                | Južna Afrika             | Ukrajina                 | Jugoslavija              |
| ------------------------ | ------------------------ | ------------------------ | ------------------------ |

#### Skupina III

##### Prizorišče I
| Sodelujoče reprezentance | Sodelujoče reprezentance | Sodelujoče reprezentance | Sodelujoče reprezentance |
| Ciper                    | Estonija                 | Severna Makedonija       | Madagaskar               |
| Mavricij                 | Poljska                  | Tunizija                 |                          |
| ------------------------ | ------------------------ | ------------------------ | ------------------------ |

##### Prizorišče II
| Sodelujoče reprezentance | Sodelujoče reprezentance | Sodelujoče reprezentance | Sodelujoče reprezentance |
| Andora                   | Bosna in Hercegovina     | Bocvana                  | Islandija                |
| Litva                    | Monako                   | Namibija                 | Turčija                  |
| ------------------------ | ------------------------ | ------------------------ | ------------------------ |

#### Skupina IV

##### Prizorišče A
| Sodelujoče reprezentance | Sodelujoče reprezentance | Sodelujoče reprezentance | Sodelujoče reprezentance |
| Alžirija                 | Angola                   | Džibuti                  | Etiopija                 |
| Kenija                   | Malta                    | Ruanda                   |                          |
| ------------------------ | ------------------------ | ------------------------ | ------------------------ |

##### Prizorišče II
| Sodelujoče reprezentance | Sodelujoče reprezentance | Sodelujoče reprezentance | Sodelujoče reprezentance |
| Azerbajdžan              | Gruzija                  | Lihtenštajn              |                          |
| Nigerija                 | San Marino               | Uganda                   |                          |
| ------------------------ | ------------------------ | ------------------------ | ------------------------ |